# Lista de singles número um na Billboard Hot 100 em 1993
A seguir apresenta-se a lista dos singles número um na Billboard Hot 100 em 1993. A Billboard Hot 100 é uma tabela musical que classifica o desempenho de singles nos Estados Unidos. Publicada semanalmente pela revista Billboard, os seus dados são recolhidos pela Nielsen SoundScan, baseando-se em cada venda semanal física, e também popularidade da canção nas rádios.

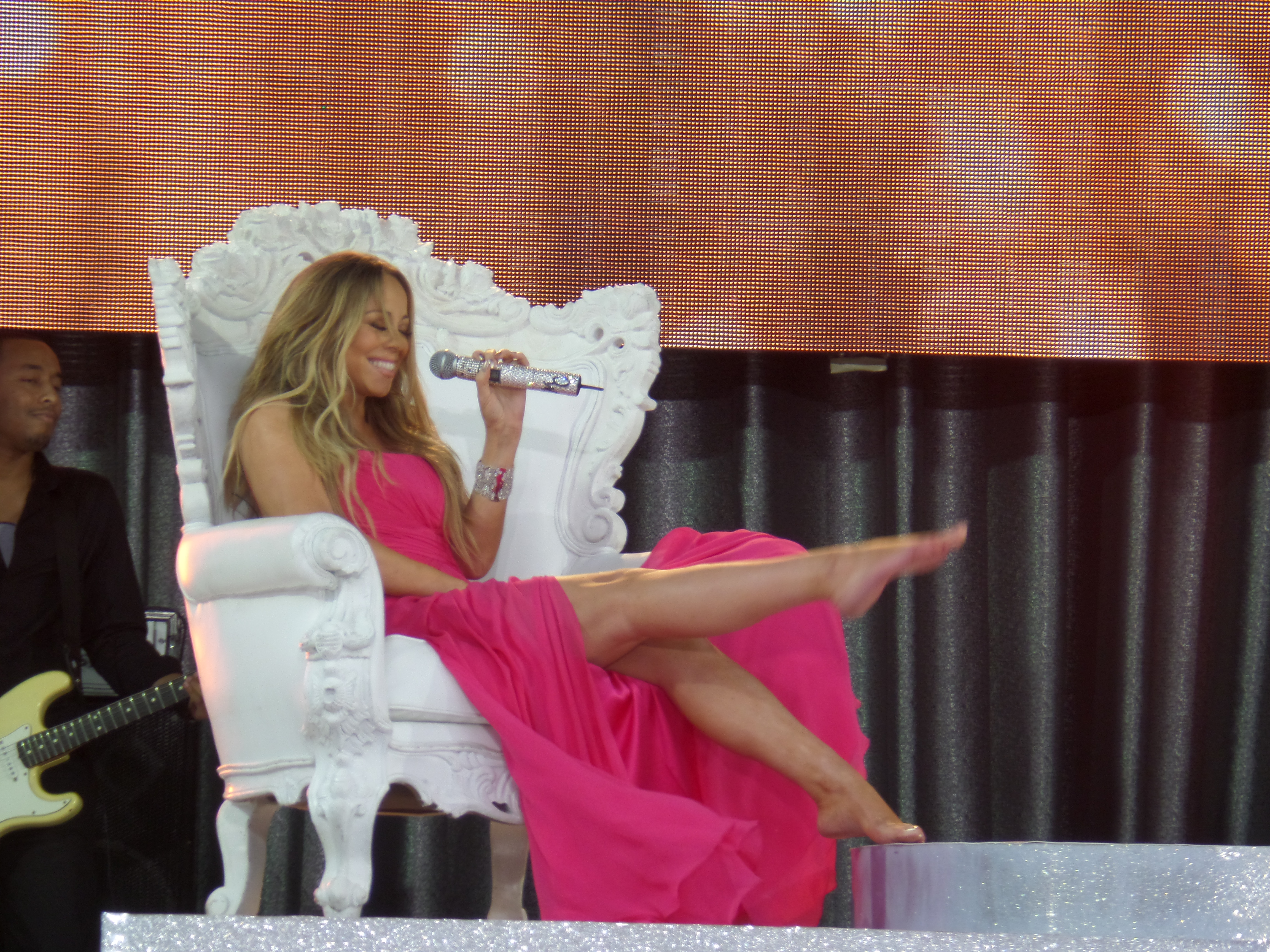
Mariah Carey conseguiu posicionar duas canções no topo da tabela em 1993, tendo sido a artista que por mais tempo ocupou a primeira posição.

Em 1993, dez canções atingiram o topo da tabela pela primeira vez. Um décimo primeiro, "I Will Always Love You" tornou-se no décimo número um da cantora norte-americana Whitney Houston ao alcançar o primeiro posto pela primeira vez na semana de 28 de Novembro de 1992, tendo permanecido no topo da tabela por outras treze semanas, nove das quais foram em 1993, totalizando um recorde de quatorze semanas no topo da Hot 100, ultrapassando o recorde de treze semanas da canção "End of the Road" (1992) do grupo Boyz II Men. Além disso, foi a canção de Houston a liderar a tabela por maior tempo, ultrapassando as três semanas de "Greatest Love of All" (1986), e a canção de banda sonora com o tempo mais longo na dominância da tabela. Durante estas quatorze semanas, "I Will Always Love You" foi também o tema mais comercializado no país. Liderando a tabela de Janeiro a Fevereiro, marcou a primeira vez que a Billboard não anunciava um novo single número um até Março de um ano. Devido ao enorme sucesso nos EUA, o tema foi o com o melhor desempenho do ano.
Peabo Bryson e Regina Belle interromperam o reinado de Houston com o tema "A Whole New World", um dueto gravado para a banda sonora de Aladdin (1992), marcando os primeiros número um de ambos e ainda a primeira vez na história da tabela que um tema de banda sonora remove um outro de banda sonora do topo. Além disso, foi também a única vez que uma canção de um filme de animação da Disney conseguiu alcançar o topo da Hot 100. Todavia, a liderança de "A Whole New World" foi abruptamente interrompida pelo cantor Snow com o tema "Informer", o seu único número um, que liderou por sete semanas consecutivas, tornando-se no single com o tempo mais longo na liderança em 1993. Ademais, "Informer" permitiu a Snow juntar-se à lista dos artistas que conseguiram liderar a tabela com o seu tema de estreia. "Informer" foi substituído por "Freak Me" da banda Silk. Por dez semanas consecutivas, a tabela foi liderada por artistas que alcançavam o primeiro posto pela primeira vez. Na semana de 15 de Maio, "That's the Way Love Goes" saltou do terceiro para o primeiro posto, rendendo a Janet Jackson o seu sexto número um, bem como a segunda ascensão mais rápida ao topo, perdendo apenas para "Can't Buy Me Love" (1964) dos The Beatles. O tema viria a ocupar o número um da tabela por um total de oito semanas consecutivas, um recorde pessoal para Jackson, tornando-se no single que por mais tempo liderou a Hot 100 no ano.
A banda SWV viria a interromper a dominância de Jackson com "Weak", o seu primeiro número um. Por sua vez, a banda foi removida do topo por UB40 com o single "Can't Help Falling in Love", que liderou por sete semanas consecutivas, empatando com "Informer" como o segundo maior tempo de liderança. Ao alcançar o primeiro posto, "Dreamlover" rendeu a Mariah Carey o seu sétimo número um. Permanecendo no topo por oito semanas consecutivas, um recorde pessoal para Carey, empatou com "That's the Way Love Goes" como a canção que por mais tempo liderou a tabela no ano. "Dreamlover" foi substituído por "I'd Do Anything for Love (But I Won't Do That)", o único número um de Meat Loaf na Hot 100. Embora tenha apenas liderado a tabela por cinco semanas consecutivas próximas ao fim-do-ano, o single conseguiu vender um milhão e quatrocentas mil unidades até à última semana de 1993, empatando com "I Will Always Love You" como o segundo mais vendido do ano. Jackson e Carey conseguiram regressar ao topo da tabela com os singles "Again" e "Hero", respectivamente, dos quais "Hero" liderou por mais três semanas em 1994. Isto fez de ambas as únicas artistas a conseguirem posicionar mais de uma canção no primeiro posto da tabela e de Carey a artista com o tempo mais longo na primeira posição: doze semanas. Embora tenham apenas alcançado o topo em Dezembro, "Again" conseguiu alcançar a marca de um milhão de unidas vendidas até ao fim-do-ano, enquanto "Hero" conseguiu alcançar novecentas mil.

## Histórico

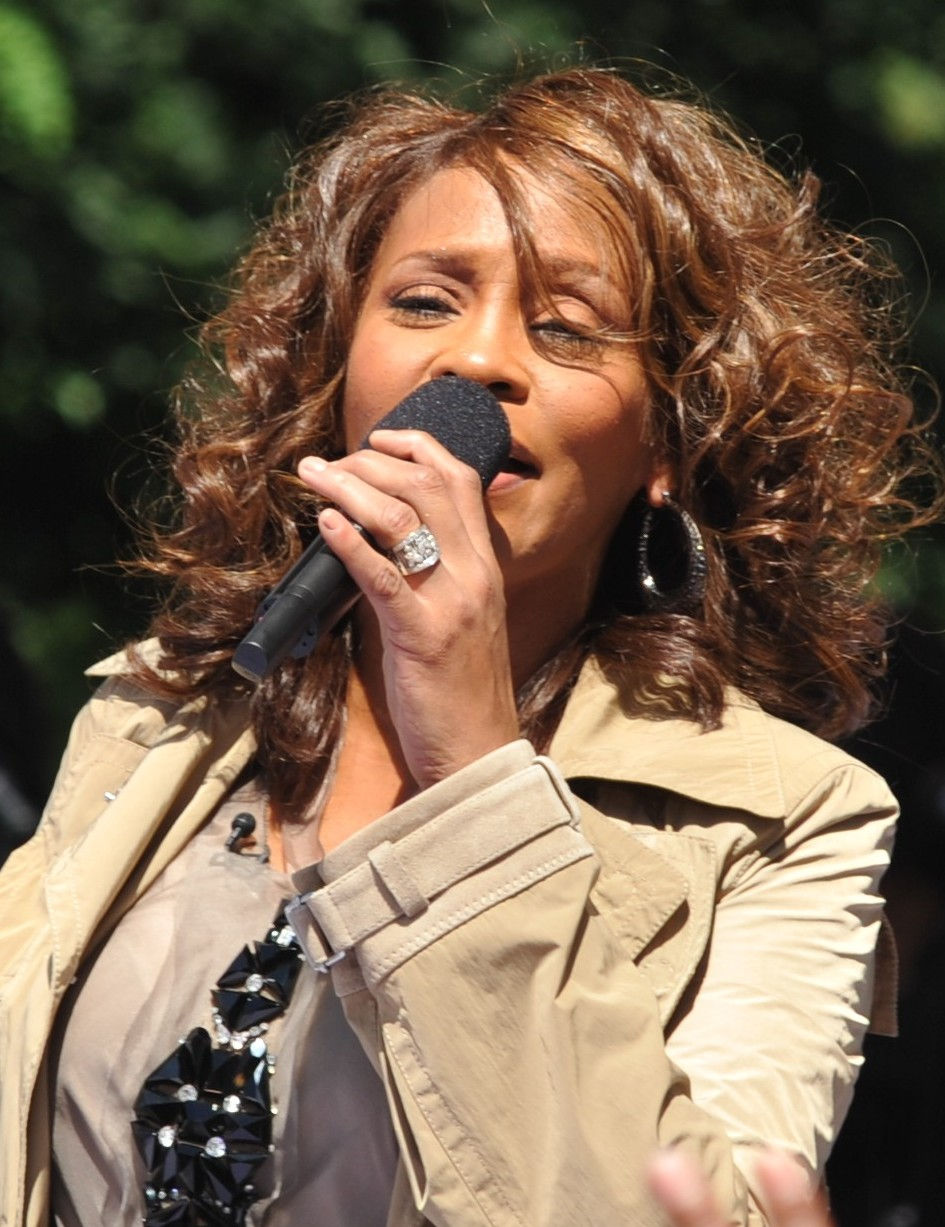
Embora tenha alcançado o topo da tabela pela primeira vez no ano anterior, "I Will Always Love You" rendeu a Whitney Houston o single com o melhor desempenho de 1993.

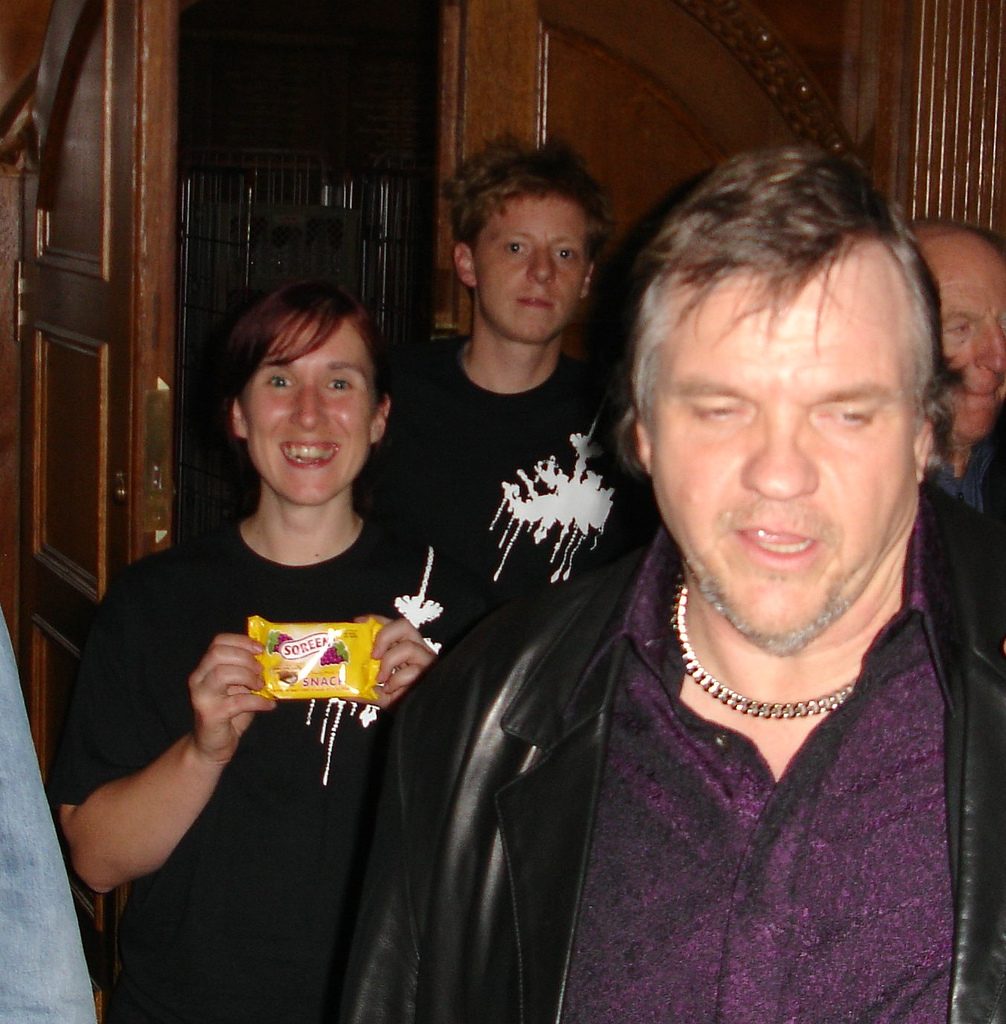
Embora tenha apenas liderado a tabela próximo ao fim-do-ano, "I'd Do Anything for Love (But I Won't Do That)", de Meat Loaf (direita), conseguiu alcançar o segundo posto da lista dos singles mais vendidos do ano.

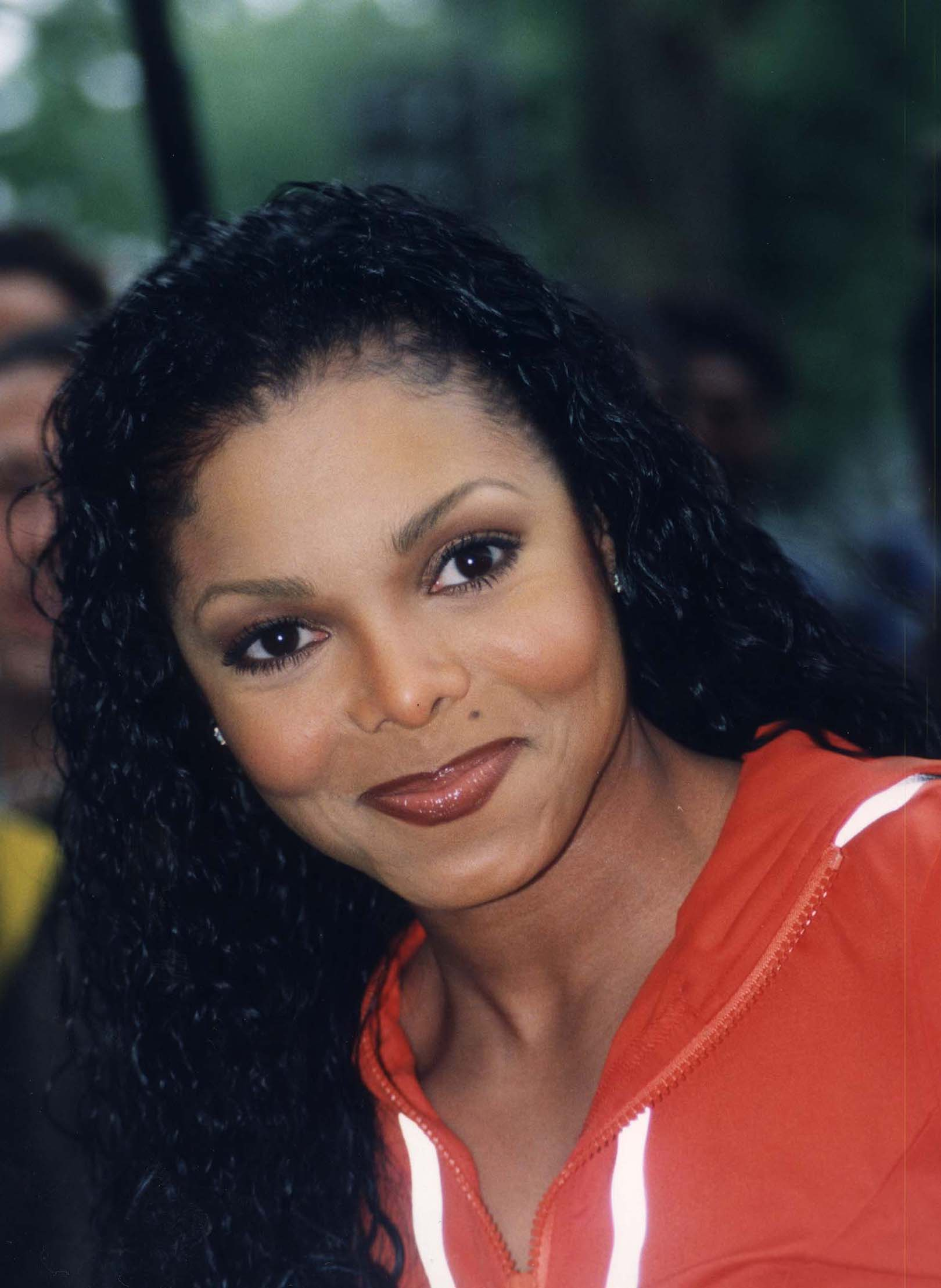
Dois singles de Janet Jackson alcançaram a primeira posição da tabela: "That's the Way Love Goes" e "Again".

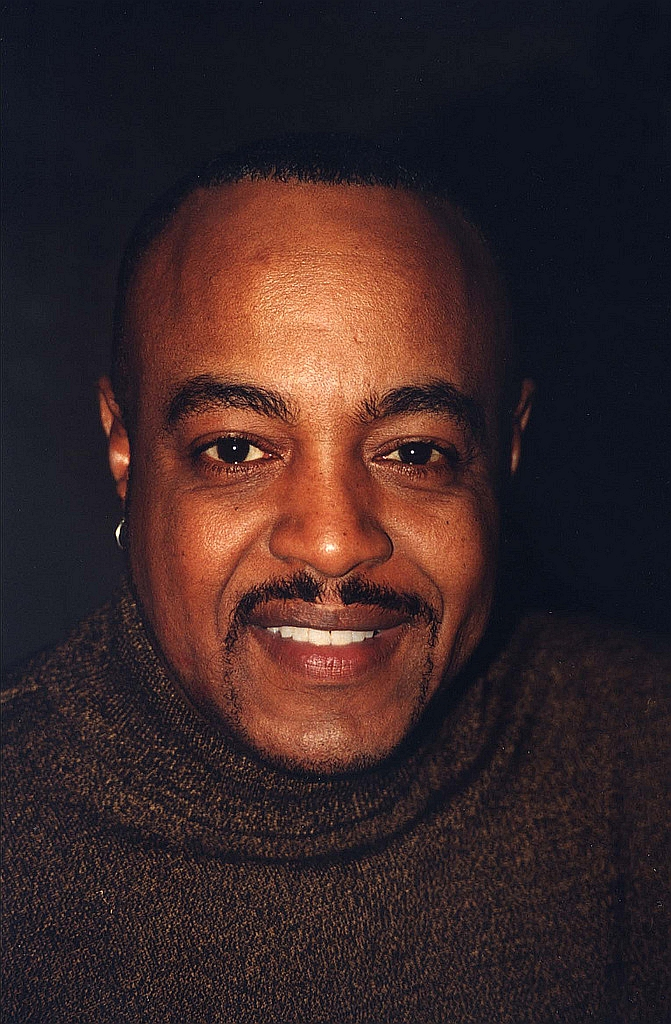
"A Whole New World", um dueto entre Regina Belle e Peabo Bryson (imagem), marcou a única vez que uma canção de um filme de animação da Disney conseguiu alcançar o topo da Hot 100.

|  | Denota o single com o melhor desempenho do ano. |

| Data            | Canção                                           | Artista(s)                  |
| --------------- | ------------------------------------------------ | --------------------------- |
| 2 de Janeiro    | "I Will Always Love You"                         | Whitney Houston             |
| 9 de Janeiro    | "I Will Always Love You"                         | Whitney Houston             |
| 16 de Janeiro   | "I Will Always Love You"                         | Whitney Houston             |
| 23 de Janeiro   | "I Will Always Love You"                         | Whitney Houston             |
| 30 de Janeiro   | "I Will Always Love You"                         | Whitney Houston             |
| 6 de Fevereiro  | "I Will Always Love You"                         | Whitney Houston             |
| 13 de Fevereiro | "I Will Always Love You"                         | Whitney Houston             |
| 20 de Fevereiro | "I Will Always Love You"                         | Whitney Houston             |
| 27 de Fevereiro | "I Will Always Love You"                         | Whitney Houston             |
| 6 de Março      | "A Whole New World"                              | Peabo Bryson e Regina Belle |
| 13 de Março     | "Informer"                                       | Snow                        |
| 20 de Março     | "Informer"                                       | Snow                        |
| 27 de Março     | "Informer"                                       | Snow                        |
| 3 de Abril      | "Informer"                                       | Snow                        |
| 10 de Abril     | "Informer"                                       | Snow                        |
| 17 de Abril     | "Informer"                                       | Snow                        |
| 24 de Abril     | "Informer"                                       | Snow                        |
| 1 de Maio       | "Freak Me"                                       | Silk                        |
| 8 de Maio       | "Freak Me"                                       | Silk                        |
| 15 de Maio      | "That's the Way Love Goes"                       | Janet Jackson               |
| 22 de Maio      | "That's the Way Love Goes"                       | Janet Jackson               |
| 29 de Maio      | "That's the Way Love Goes"                       | Janet Jackson               |
| 5 de Junho      | "That's the Way Love Goes"                       | Janet Jackson               |
| 12 de Junho     | "That's the Way Love Goes"                       | Janet Jackson               |
| 19 de Junho     | "That's the Way Love Goes"                       | Janet Jackson               |
| 26 de Junho     | "That's the Way Love Goes"                       | Janet Jackson               |
| 3 de Julho      | "That's the Way Love Goes"                       | Janet Jackson               |
| 10 de Julho     | "Weak"                                           | SWV                         |
| 17 de Julho     | "Weak"                                           | SWV                         |
| 24 de Julho     | "Can't Help Falling In Love"                     | UB40                        |
| 31 de Julho     | "Can't Help Falling In Love"                     | UB40                        |
| 7 de Agosto     | "Can't Help Falling In Love"                     | UB40                        |
| 14 de Agosto    | "Can't Help Falling In Love"                     | UB40                        |
| 21 de Agosto    | "Can't Help Falling In Love"                     | UB40                        |
| 28 de Agosto    | "Can't Help Falling In Love"                     | UB40                        |
| 4 de Setembro   | "Can't Help Falling In Love"                     | UB40                        |
| 11 de Setembro  | "Dreamlover"                                     | Mariah Carey                |
| 18 de Setembro  | "Dreamlover"                                     | Mariah Carey                |
| 25 de Setembro  | "Dreamlover"                                     | Mariah Carey                |
| 2 de Outubro    | "Dreamlover"                                     | Mariah Carey                |
| 9 de Outubro    | "Dreamlover"                                     | Mariah Carey                |
| 16 de Outubro   | "Dreamlover"                                     | Mariah Carey                |
| 23 de Outubro   | "Dreamlover"                                     | Mariah Carey                |
| 30 de Outubro   | "Dreamlover"                                     | Mariah Carey                |
| 6 de Novembro   | "I'd Do Anything for Love (But I Won't Do That)" | Meat Loaf                   |
| 13 de Novembro  | "I'd Do Anything for Love (But I Won't Do That)" | Meat Loaf                   |
| 20 de Novembro  | "I'd Do Anything for Love (But I Won't Do That)" | Meat Loaf                   |
| 27 de Novembro  | "I'd Do Anything for Love (But I Won't Do That)" | Meat Loaf                   |
| 4 de Dezembro   | "I'd Do Anything for Love (But I Won't Do That)" | Meat Loaf                   |
| 11 de Dezembro  | "Again"                                          | Janet Jackson               |
| 18 de Dezembro  | "Again"                                          | Janet Jackson               |
| 25 de Dezembro  | "Hero"                                           | Mariah Carey                |